# Меркише Хее
Меркише Хее (њем. Märkische Höhe) општина је у њемачкој савезној држави Бранденбург. Једно је од 45 општинских средишта округа Меркиш-Одерланд. Према процјени из 2010. у општини је живјело 621 становника. Посједује регионалну шифру (AGS) 12064303.

## Географски и демографски подаци
Меркише Хее се налази у савезној држави Бранденбург у округу Меркиш-Одерланд. Општина се налази на надморској висини од 46 метара. Површина општине износи 34,3 km². У самом мјесту је, према процјени из 2010. године, живјело 621 становника. Просјечна густина становништва износи 18 становника/km².